# Klaus Ensikat
Klaus Ensikat (né le 16 janvier 1937 à Berlin) est un graphiste et illustrateur allemand de littérature d'enfance et de jeunesse. Il est lauréat en 1996 du prestigieux prix international, le Prix Hans Christian Andersen, catégorie Illustration.

## Biographie
Il fait des études d'art dans le quartier de Berlin-Oberschöneweide. Il devient enseignant en art.
Il a travaillé comme dessinateur de presse, et comme illustrateur de littérature pour la jeunesse.

## Illustrations
Livres traduits en français
- Alfred Konner, Le Mariage du paon (Die Hochzeit des Pfaus, 1972), Éditions la Farandole, 1975
- Peter Hacks, Belle-Amie dans son nid, L'École des loisirs, 1989.
- Max Bolliger, Renard & renard, la Joie de lire, 2002

En allemand
- Charles Perrault, Der kleine Däumling und andere Märchen, 1977
- Hoffman von Fallersleben, Jeder nach seiner Art , 1991

## Prix et distinctions
- Pomme d'Or de Bratislava 1973[1] de la  Biennale d'illustration de Bratislava (BIB) pour ses illustrations de Die Hochzeit des Pfaus (texte de Alfred Könner)
- Grand Prix de Bratislava 1979[1] de la  Biennale d'illustration de Bratislava (BIB) pour Der kleine Däumling und andere Märchen (texte de Charles Perrault)
- Rattenfänger-Literaturpreis Hameln 1986
- Prix Gutenberg de la ville de Leipzig 1989
- Pomme d'Or de Bratislava 1991[1] de la  Biennale d'illustration de Bratislava (BIB) pour ses illustrations de Jeder nach seiner Art (texte de Hoffman von Fallersleben)
- Premio Grafico (Prix Graphique) du Prix BolognaRagazzi (Foire du livre de jeunesse de Bologne) 1992[2] pour ses illustrations de Jeder nach seiner Art (texte de Hoffman von Fallersleben)
- Deutscher Jugendliteraturpreis 1995
- Prix Hans Christian Andersen, catégorie Illustration, 1996